# Chelonus decaryi
Chelonus decaryi är en stekelart som beskrevs av Granger 1949. Chelonus decaryi ingår i släktet Chelonus och familjen bracksteklar. Inga underarter finns listade i Catalogue of Life.